# Ana María Raga
Ana María Raga (Caracas, 16 de diciembre de 1967) es una directora, pianista, compositora y docente venezolana. Algunos de sus trabajos han sido publicados por las editoriales Hinshaw Music y A Coeur Joie. Es presidenta de la Fundación Aequalis, una organización sin fines de lucro cuyo interés es la investigación musical, la formación y la promoción de la música como instrumento para el desarrollo humano.